# Bahnstrecke Pockau-Lengefeld–Neuhausen
| Ausschnitt der Streckenkarte Sachsen von 1902 |                                                                          |                                               |                     |
| Streckennummer: | 6618; sä. PN                                                             |                                               |                     |
| Kursbuchstrecke (DB): | 519                                                                      |                                               |                     |
| Kursbuchstrecke: | 139q (1934) 169b (1946)                                                  |                                               |                     |
| Streckenlänge: | 22,082 km                                                                |                                               |                     |
| Spurweite: | 1435 mm (Normalspur)                                                     |                                               |                     |
| Streckenklasse: | Pockau-Lengefeld–Olbernhau-Grünthal: CM3 Olbernhau-Grünthal–Neuhausen: A |                                               |                     |
| Maximale Neigung: | 12,5 ‰                                                                   |                                               |                     |
| Minimaler Radius: | 234 m                                                                    |                                               |                     |
| Streckengeschwindigkeit: | 80 km/h                                                                  |                                               |                     |
| |                                                                          |                                               |                     |
| \| \| \| von Flöha \| \| \| \| 0,037 \| Pockau-Lengefeld (Inselbahnhof) \| 400 m \| \| \| \| nach Reitzenhain \| \| \| \| 0,685 \| Flöha (48,2 m) \| Flöha (48,2 m) \| \| \| 2,857 \| Nennigmühle \| 413 m \| \| \| 4,615 \| Flöha (46 m) \| Flöha (46 m) \| \| \| 4,920 \| Flöha (46 m) \| Flöha (46 m) \| \| \| 5,448 \| Flöha \| Flöha \| \| \| 6,815 \| Blumenau \| 446 m \| \| \| 9,320 \| Olbernhau West \| Olbernhau West \| \| \| 10,627 \| Olbernhau \| 467 m \| \| \| 12,885 \| Olbernhau-Grünthal \| 466 m \| \| \| 13,279 \| Flöha (66,8 m) \| Flöha (66,8 m) \| \| \| 14,155 \| nach Deutschneudorf \| nach Deutschneudorf \| \| \| 14,249 \| Abzw Neuschönberg (bis 1933 Bk) \| 473 m \| \| \| 15,364 \| Oberneuschönberg früher Schweinitztal \| 481 m \| \| \| 15,969 \| Flöha (21 m) \| Flöha (21 m) \| \| \| 16,793 \| Mühlgraben (16 m) \| Mühlgraben (16 m) \| \| \| 17,924 \| Heidersdorf (Erzgeb) früher Niederseiffenbach \| 499 m \| \| \| 18,108 \| Flöha (16 m) \| Flöha (16 m) \| \| \| 18,669 \| Flöha (21,05 m) \| Flöha (21,05 m) \| \| \| 19,836 \| Seiffen (Erzgeb) früher Dittersbach-Seiffen \| 515 m \| \| \| 20,443 \| Mühlgraben (21 m) \| Mühlgraben (21 m) \| \| \| 21,884 \| Flöha (25,7 m) \| Flöha (25,7 m) \| \| \| 22,037 \| Flöha (16 m) \| Flöha (16 m) \| \| \| 22,119 \| Neuhausen (Erzgeb) \| 534 m \| |                                                                          |                                               |                     |
| Strecke |                                                                          | von Flöha                                     | von Flöha           |
| Bahnhof | 0,037                                                                    | Pockau-Lengefeld (Inselbahnhof)               | 400 m               |
| Abzweig geradeaus und nach rechts |                                                                          | nach Reitzenhain                              | nach Reitzenhain    |
| Brücke | 0,685                                                                    | Flöha (48,2 m)                                | Flöha (48,2 m)      |
| Haltepunkt / Haltestelle | 2,857                                                                    | Nennigmühle                                   | 413 m               |
| Brücke | 4,615                                                                    | Flöha (46 m)                                  | Flöha (46 m)        |
| Brücke | 4,920                                                                    | Flöha (46 m)                                  | Flöha (46 m)        |
| Brücke | 5,448                                                                    | Flöha                                         | Flöha               |
| Haltepunkt / Haltestelle | 6,815                                                                    | Blumenau                                      | 446 m               |
| Haltepunkt / Haltestelle | 9,320                                                                    | Olbernhau West                                | Olbernhau West      |
| Bahnhof | 10,627                                                                   | Olbernhau                                     | 467 m               |
| Kopfbahnhof Strecke ab hier außer Betrieb | 12,885                                                                   | Olbernhau-Grünthal                            | 466 m               |
| Brücke (Strecke außer Betrieb) | 13,279                                                                   | Flöha (66,8 m)                                | Flöha (66,8 m)      |
| Abzweig geradeaus und nach rechts (Strecke außer Betrieb) | 14,155                                                                   | nach Deutschneudorf                           | nach Deutschneudorf |
| Blockstelle (Strecke außer Betrieb) | 14,249                                                                   | Abzw Neuschönberg (bis 1933 Bk)               | 473 m               |
| Haltepunkt / Haltestelle (Strecke außer Betrieb) | 15,364                                                                   | Oberneuschönberg früher Schweinitztal         | 481 m               |
| Brücke (Strecke außer Betrieb) | 15,969                                                                   | Flöha (21 m)                                  | Flöha (21 m)        |
| Brücke (Strecke außer Betrieb) | 16,793                                                                   | Mühlgraben (16 m)                             | Mühlgraben (16 m)   |
| Haltepunkt / Haltestelle (Strecke außer Betrieb) | 17,924                                                                   | Heidersdorf (Erzgeb) früher Niederseiffenbach | 499 m               |
| Brücke (Strecke außer Betrieb) | 18,108                                                                   | Flöha (16 m)                                  | Flöha (16 m)        |
| Brücke (Strecke außer Betrieb) | 18,669                                                                   | Flöha (21,05 m)                               | Flöha (21,05 m)     |
| Haltepunkt / Haltestelle (Strecke außer Betrieb) | 19,836                                                                   | Seiffen (Erzgeb) früher Dittersbach-Seiffen   | 515 m               |
| Brücke (Strecke außer Betrieb) | 20,443                                                                   | Mühlgraben (21 m)                             | Mühlgraben (21 m)   |
| Brücke (Strecke außer Betrieb) | 21,884                                                                   | Flöha (25,7 m)                                | Flöha (25,7 m)      |
| Brücke (Strecke außer Betrieb) | 22,037                                                                   | Flöha (16 m)                                  | Flöha (16 m)        |
| Kopfbahnhof Streckenende (Strecke außer Betrieb) | 22,119                                                                   | Neuhausen (Erzgeb)                            | 534 m               |

Die Bahnstrecke Pockau-Lengefeld–Neuhausen ist eine Nebenbahn in Sachsen. Sie zweigt in Pockau von der Bahnstrecke Reitzenhain–Flöha ab und führt im Tal der Flöha über Olbernhau nach Neuhausen/Erzgeb. Die Strecke gehört seit 2001 zum DB RegioNetz Erzgebirgsbahn.

## Geschichte

### Vorgeschichte
Überlegungen und Planungen zum Bau einer Eisenbahn ins obere Flöhatal und nach Marienberg gab es bereits um das Jahr 1863, als über den Bau der Eisenbahnstrecke von Chemnitz nach Freiberg debattiert wurde. So war eine südlichere als die heutige Linienführung vorgesehen, um die Orte im Erzgebirge anzuschließen. Als diese Pläne aufgegeben wurden, sah man sich veranlasst, für eine Eisenbahn durchs Flöhatal über Olbernhau nach Komotau zu werben. Gleichzeitig machte sich auch in Marienberg ein Komitee für den Bau einer Eisenbahn über Marienberg und Reitzenhain nach Komotau stark. So wetteiferten 1867 zwei Projekte um die Konzession zum Bau einer Eisenbahn im Flöhatal. Nachdem die Buschtěhrader Eisenbahn und die Stadt Komotau sich für die Streckenführung über Marienberg aussprachen, wurde dieser Strecke der Vorzug gegeben. 1868 genehmigte der sächsische Landtag die Konzessionserteilung und legte fest, dass die Strecke mit privatem Kapital zu bauen sei.
Am 15. August 1871 wurde die Chemnitz-Komotauer Eisenbahngesellschaft zum Bau und Betrieb der Strecke gegründet. Mit der Bauausführung wurde die Eisenbahnbaugesellschaft Plessner & Co. aus Berlin beauftragt.

### Bau der Strecke bis Olbernhau
Am 22. Februar 1872 fand der erste Spatenstich statt. Beim Bau wurden auch italienische Arbeiter eingesetzt, weil diese viel Erfahrung mit Steinbauwerken hatten. Durch die Wirtschaftskrise von 1873 geriet das Bauunternehmen in wirtschaftliche Schwierigkeiten, so dass sich die Eisenbahngesellschaft gezwungen sah, den Weiterbau selbst zu übernehmen. Anfang 1875 war der Bahnbau abgeschlossen.
Schon nach dem ersten Betriebsjahr musste die Chemnitz-Komotauer Eisenbahngesellschaft ihre Strecke wegen finanzieller Verluste an den Staat verkaufen. Am 4. Dezember 1876 ging die Strecke an den sächsischen Staat über, Eigentümer und Betreiber waren nun die Königlich Sächsischen Staatseisenbahnen.

### Streckenverlängerung bis Neuhausen

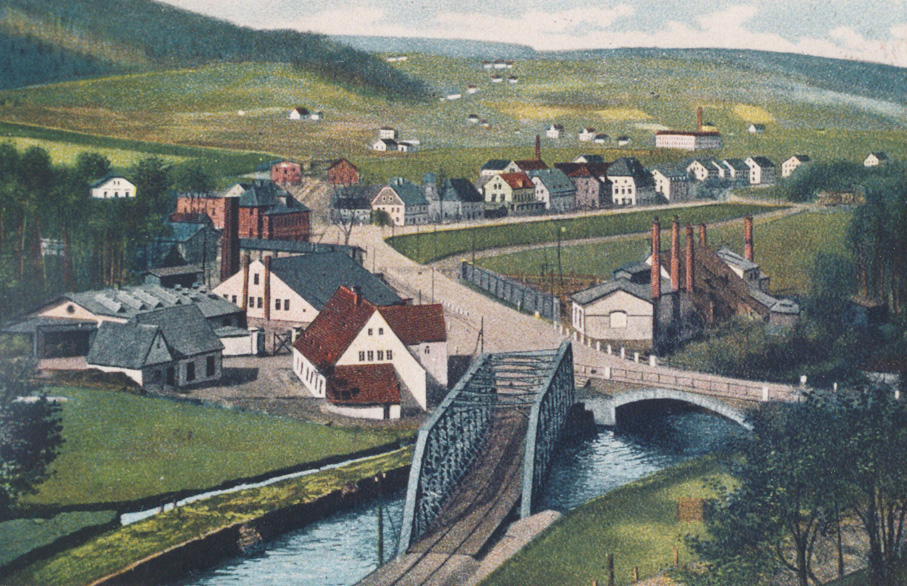
Blick von Oberneuschönberg in Richtung Olbernhau mit der Flöhatalbrücke in Grünthal im Vordergrund (um 1900)

Zur Weiterführung der Strecke hatte man schon 1883 eine Petition eingereicht. Das seinerzeit ausgearbeitete Projekt sah eine Schmalspurbahn von Olbernhau über Sayda nach Bienenmühle zum Anschluss an die Bahnstrecke Nossen–Moldau vor. Treibende Kraft war vor allem der Neuhausener Pfarrer Süß, aber auch das Saydaer Eisenbahnkomitee. Im Juli 1890 prüfte das sächsische Finanzministerium die Situation im Flöhatal und legte im Herbst 1891 ein eigenes Projekt vor. Dieses sah nun lediglich eine normalspurige Sekundärbahn von Olbernhau nach Neuhausen vor. Die beiden Kammern des sächsischen Landtags stimmten im Februar 1892 dem Projekt zu.
Die Vorarbeiten zum Bau der Strecke begannen noch im Jahr 1892. Im Oktober 1893 begannen die eigentlichen Bauarbeiten an der Strecke, die sich über zwei Jahre bis in den Herbst 1895 hinzogen. Verlegt wurden insgesamt 13.541 Meter Gleis mit 39 Weichen. Am 24. September 1895 fand die amtliche Abnahmefahrt statt, bei der sich keine Mängel ergaben. Am 30. September 1895 wurde die Strecke schließlich mit einem Festzug für geladene Gäste offiziell eröffnet.
Am 1. Oktober 1895 begann der fahrplanmäßige Zugverkehr mit vier Zugpaaren in der Relation Pockau-Lengefeld–Neuhausen.
Am 3. Mai 1927 wurde die Zweigbahn nach Deutschneudorf (Schweinitztalbahn) eröffnet. Diese Strecke wurde 1969 stillgelegt.

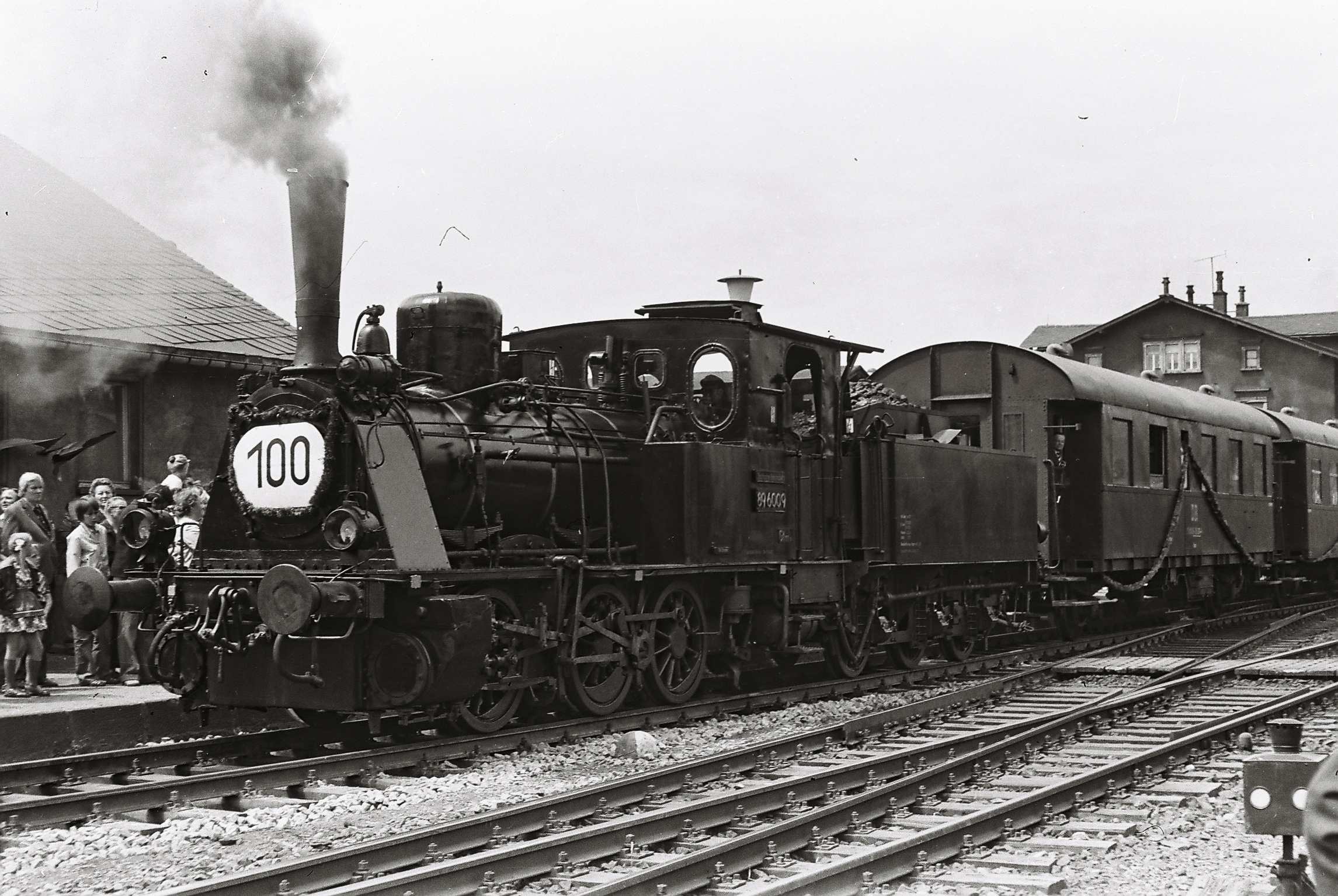
Sonderzug zum 100-jährigen Streckenjubiläum der Strecke Flöha–Neuhausen mit führender 89 6009 (1975)

Auf dem Abschnitt zwischen Olbernhau-Grünthal und Neuhausen wurde am 1. Januar 1994 der Güterverkehr eingestellt. Der Personenverkehr wurde bis zum 9. Juni 2001 bedient, danach wurde die Strecke wegen Oberbaumängeln gesperrt.

### Sanierung und Gegenwart

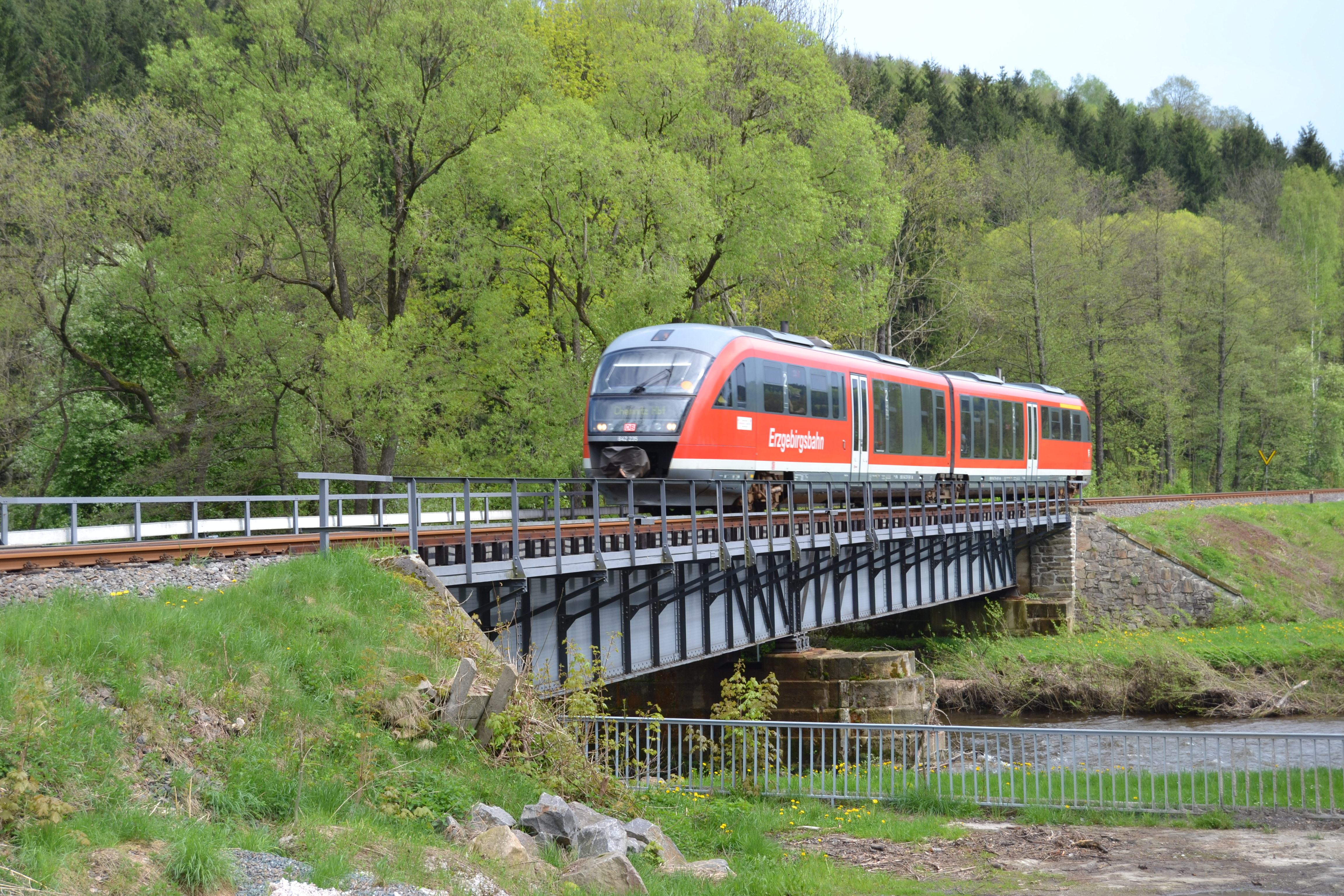
Reisezug der Erzgebirgsbahn auf der Flöhabrücke km 0,685 (2013)

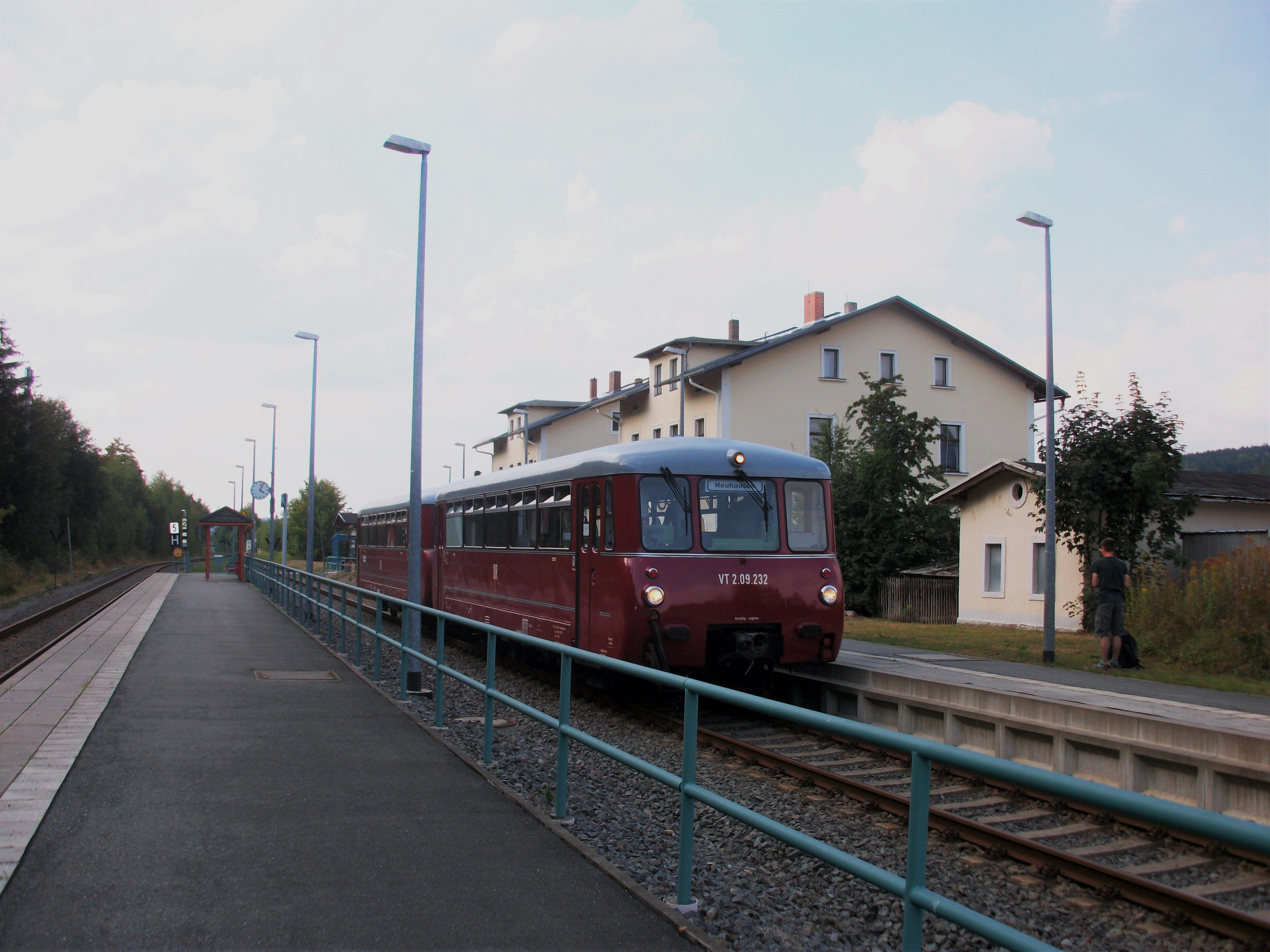
Schienenbus im Bahnhof Olbernhau (Sonderfahrt nach Neuhausen) (2018)

Ab dem Jahr 2002 begann die Sanierung des Streckenabschnittes Pockau-Lengefeld – Olbernhau. Am 29. Januar 2005 wurde der durchgehende Zugverkehr zwischen Chemnitz Hbf und Olbernhau wieder aufgenommen. Am 29. Oktober 2005 wurde auch der Streckenabschnitt zwischen Olbernhau und Olbernhau-Grünthal dem Verkehr wieder übergeben. Seit 10. Dezember 2006 wird zwischen Chemnitz und Olbernhau werktags ein einheitlicher Stundentakt angeboten mit Kreuzung in Pockau-Lengefeld zur üblichen Symmetrieminute, der spätestens seit Dezember 2011 jedoch nur noch in den Hauptverkehrszeiten (montags bis freitags mit einer Lücke am Vormittag) aufrechterhalten wird. Ansonsten wird die Strecke im Zweistundentakt bedient.
Zwischen Olbernhau-Grünthal und Neuhausen unterblieb vorerst eine Instandsetzung der Strecke, da dort vom verantwortlichen Verkehrsverbund Mittelsachsen (ZVMS) kein Schienenpersonennahverkehr mehr vorgesehen ist. Im September 2007 erfolgten Streckenpflegemaßnahmen. Im Jahr 2010 wurde der seit 2001 verkehrslose Abschnitt Olbernhau-Grünthal–Neuhausen wieder betriebsfähig hergerichtet. Am 13. November 2010 verkehrte erstmals seit über neun Jahren ein Sonderzug der Erzgebirgsbahn nach Neuhausen.
Wegen der geringen Bevölkerungsdichte im Einzugsgebiet des Streckenabschnittes ist mit einer Bestellung von SPNV-Leistungen durch den Aufgabenträger ZVMS nicht zu rechnen. Zum Fahrplanwechsel im Juni 2014 wurde die vom Eisenbahn-Bundesamt genehmigte Kapazitätsminderung (Absenkung der Soll-Geschwindigkeit von derzeit maximal 40 auf 10 bzw. 20 km/h) umgesetzt. Vom 6. Februar bis 6. Mai 2014 lief die Ausschreibung der DB RegioNetz Infrastruktur GmbH zwecks Übernahme und zum Weiterbetrieb der Teilstrecke Olbernhau-Grünthal–Neuhausen für „Interessenten, die als Eisenbahninfrastrukturunternehmen die Teilstrecke im Ist-Zustand mit Kapazitätsminderung ohne zeitliche Unterbrechung übernehmen und für den öffentlichen Verkehr in eigener Verantwortung weiter betreiben wollen.“
Der Olbernhauer Bürgermeister Heinz-Peter Haustein gründete 2015 die Haustein Eisenbahngesellschaft mbH, welche die Strecke ab dem Streckenkilometer 13,040 im August 2019 pachtete. Bereits während der Verhandlungen 2016 erhielt Haustein den Bundespreis des Fahrgastverbandes Pro Bahn für sein Engagement. Im Jahr 2018 fand ein Sonderzugverkehr mit Triebwägen zwischen den Bahnhöfen Olbernhau und Neuhausen (Erzgeb) zum Königinnentreffen in Neuhausen statt. Ende 2019 gab es den letzten Sonderzugverkehr auf der Gesamtstrecke. Seit Juni 2020 firmierte die Gesellschaft als OFTB Obere Flöhatalbahn GmbH. Am 8. November 2023 ging das Unternehmen in Liquidation. Dadurch endete auch der Pachtvertrag und der Streckenabschnitt fiel zurück an DB InfraGo. 
Der Streckenabschnitt zwischen Olbernhau-Grünthal und Neuhausen wurde im Dezember 2023 stillgelegt. Der Bau eines Radweges konnte jedoch abgewendet werden. Eine Freistellung von Bahnbetriebszwecken der Trasse wurde nicht beantragt. Im März 2025 schrieb DB InfraGo die Strecke erneut zum Verkauf aus.

## Streckenbeschreibung

### Verlauf

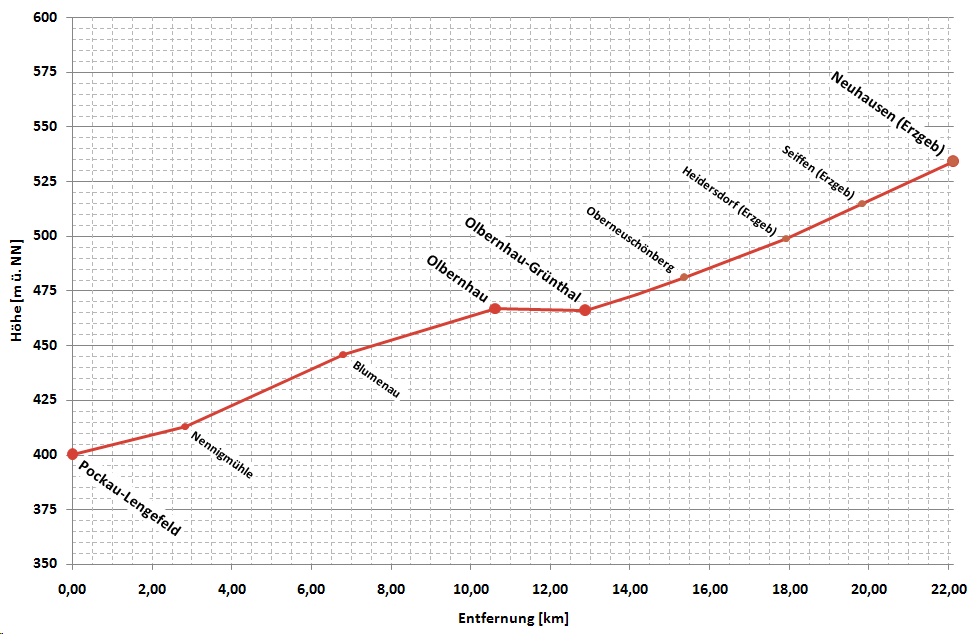
Vereinfachtes Höhenprofil der Strecke

Die Bahnstrecke Pockau-Lengefeld–Neuhausen verlässt den Bahnhof Pockau-Lengefeld in östlicher Richtung. Auf ganzer Länge verläuft die Strecke nun entlang der Flöha, die im Streckenverlauf mehrfach überquert wird. Zwischen Blumenau und Olbernhau-Grünthal ist die Strecke hochwassersicher entlang der orografisch linken Talflanke trassiert.

### Betriebsstellen
Pockau-Lengefeld ⊙
Der am 15. Februar 1875 eröffnete Bahnhof Pockau-Lengefeld ist Abzweigbahnhof an der Bahnstrecke Reitzenhain–Flöha. Er liegt auf der Flur des Ortes Pockau, den Namenszusatz „Lengefeld“ erhielt er bereits zur Betriebseröffnung, er weist auf die über dem Flöhatal gelegene Kleinstadt hin. Die ehemals umfangreichen Anlagen des Bahnhofes wurden um 2005 bis auf einige unbedingt betriebsnotwendige Gleise zurückgebaut.
Im Bahnhof befindet sich ein Relaisstellwerk der Bauform GS II, welches vom Zugleiter bedient wird, dem die Betriebsdurchführung auf der Strecke im Zugleitbetrieb obliegt.
Nennigmühle ⊙

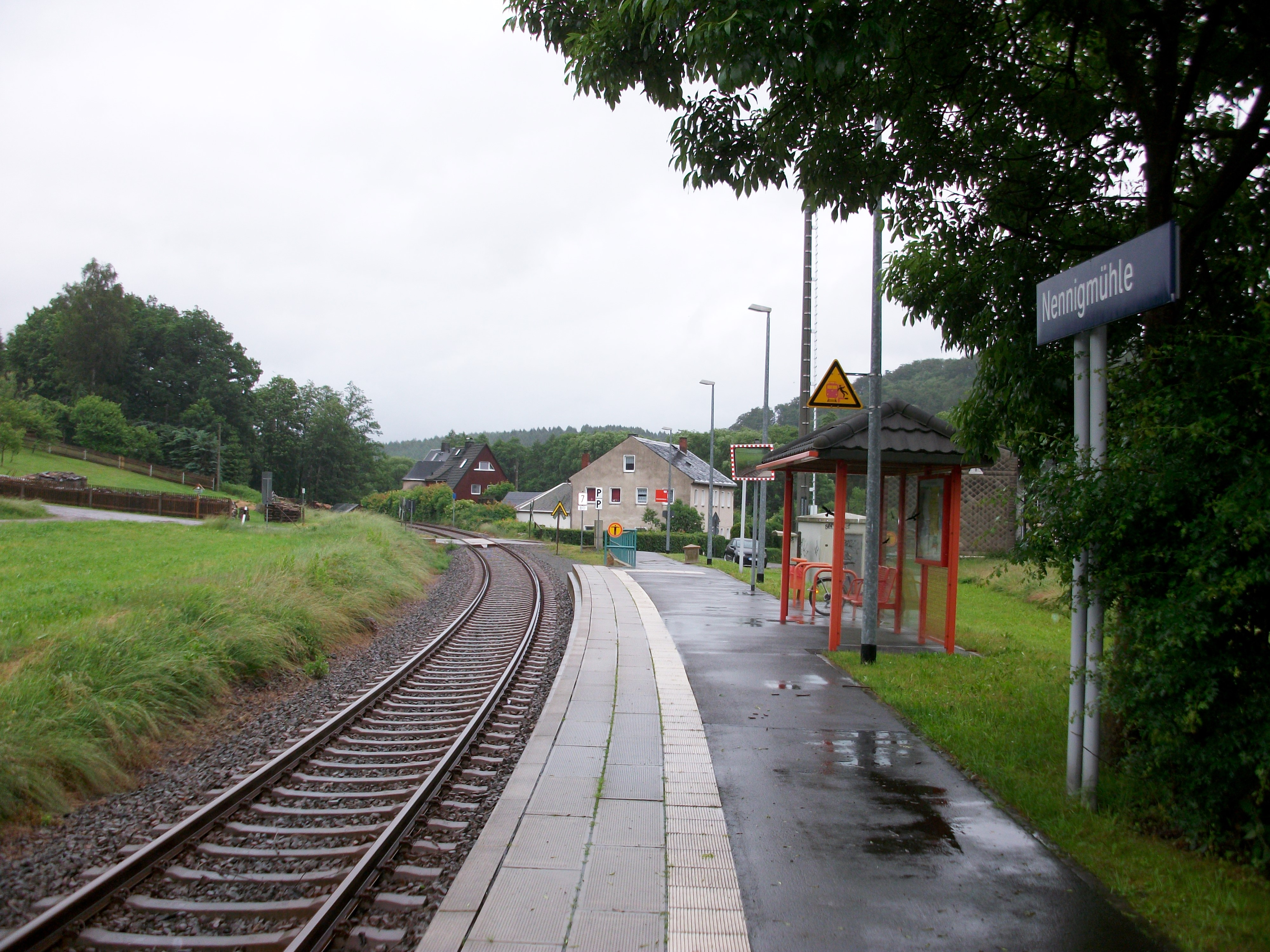
Haltepunkt Nennigmühle (2016)

Der Haltepunkt Nennigmühle wurde am 1. September 1877 eingerichtet. Neben dem kleinen, hölzernen Empfangsgebäude besaß die Betriebsstelle seit 1912 noch einen Freiabtritt. Bis etwa 1945 übernahm der Wirt der nahegelegenen Gastwirtschaft als Agentur den Fahrkartenverkauf und die Stückgutabfertigung.
Der Bahnsteig bestand bis 2004 aus zwei Teilen, die durch eine Straße unterbrochen waren. Der südliche Teil wurde im Sommer 2004 grundlegend erneuert, der nördliche abgebrochen. Das von 1877 stammende Empfangsgebäude wurde 2005 abgerissen und durch einen einfachen Fahrgastunterstand ersetzt.
Blumenau ⊙

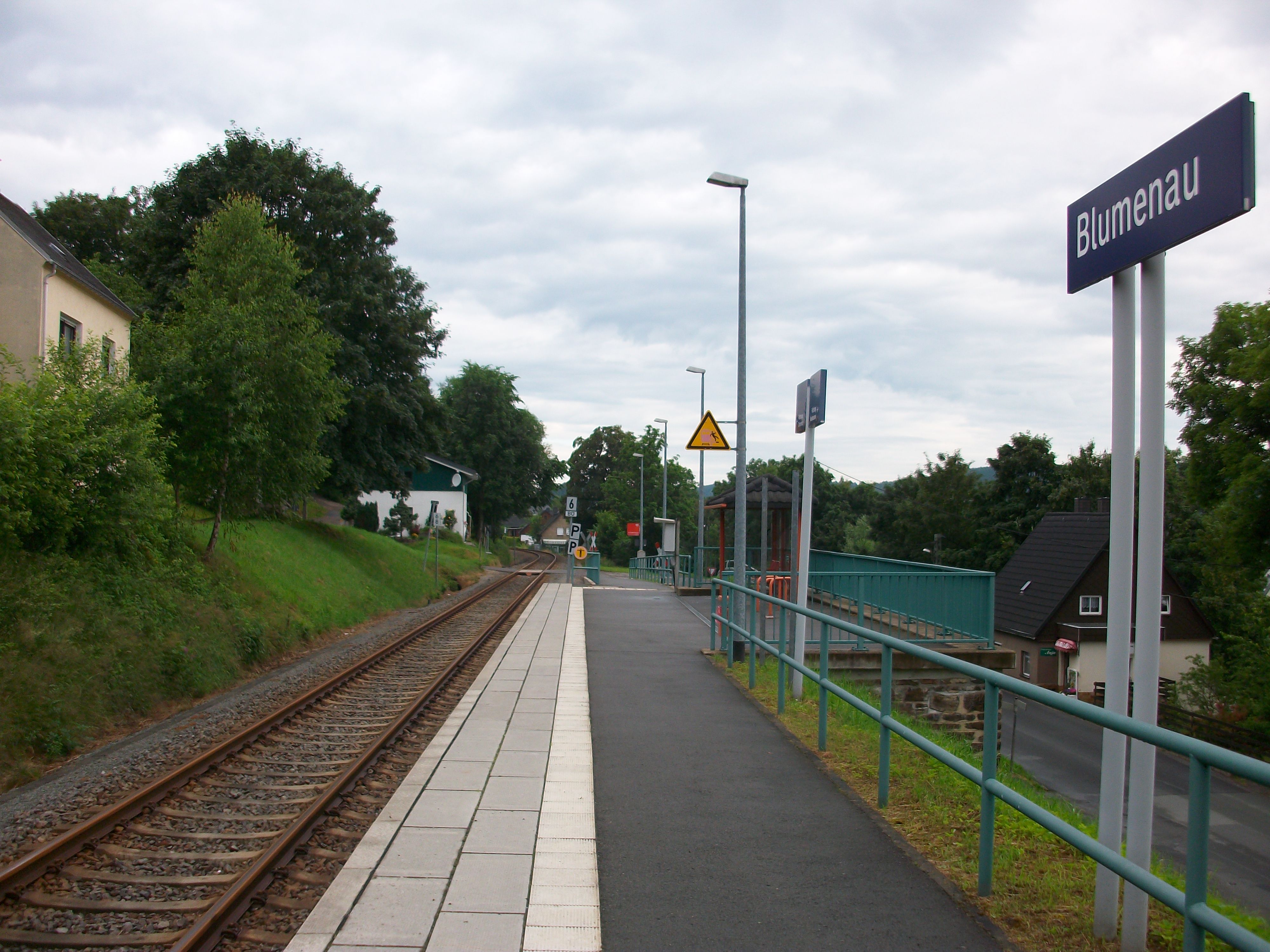
Haltepunkt Blumenau (2016)

Der Haltepunkt Blumenau besteht seit der Streckeneröffnung. Er lag ursprünglich am Kilometer 5,590, seit 1877 befindet er sich am heutigen Standort. Die Hochbauten bestanden seit 1893 aus einer Wartehalle, die 1897 noch einen Anbau mit Diensträumen erhielt, und einem Freiabtritt. In den 1930er Jahren richtete man in Blumenau eine Blockstelle ein, die am 23. Februar 1970 wieder aufgelassen wurde.
Die Wartehalle wurde im Jahr 2000 durch einen einfachen Fahrgastunterstand ersetzt.
Olbernhau West ⊙

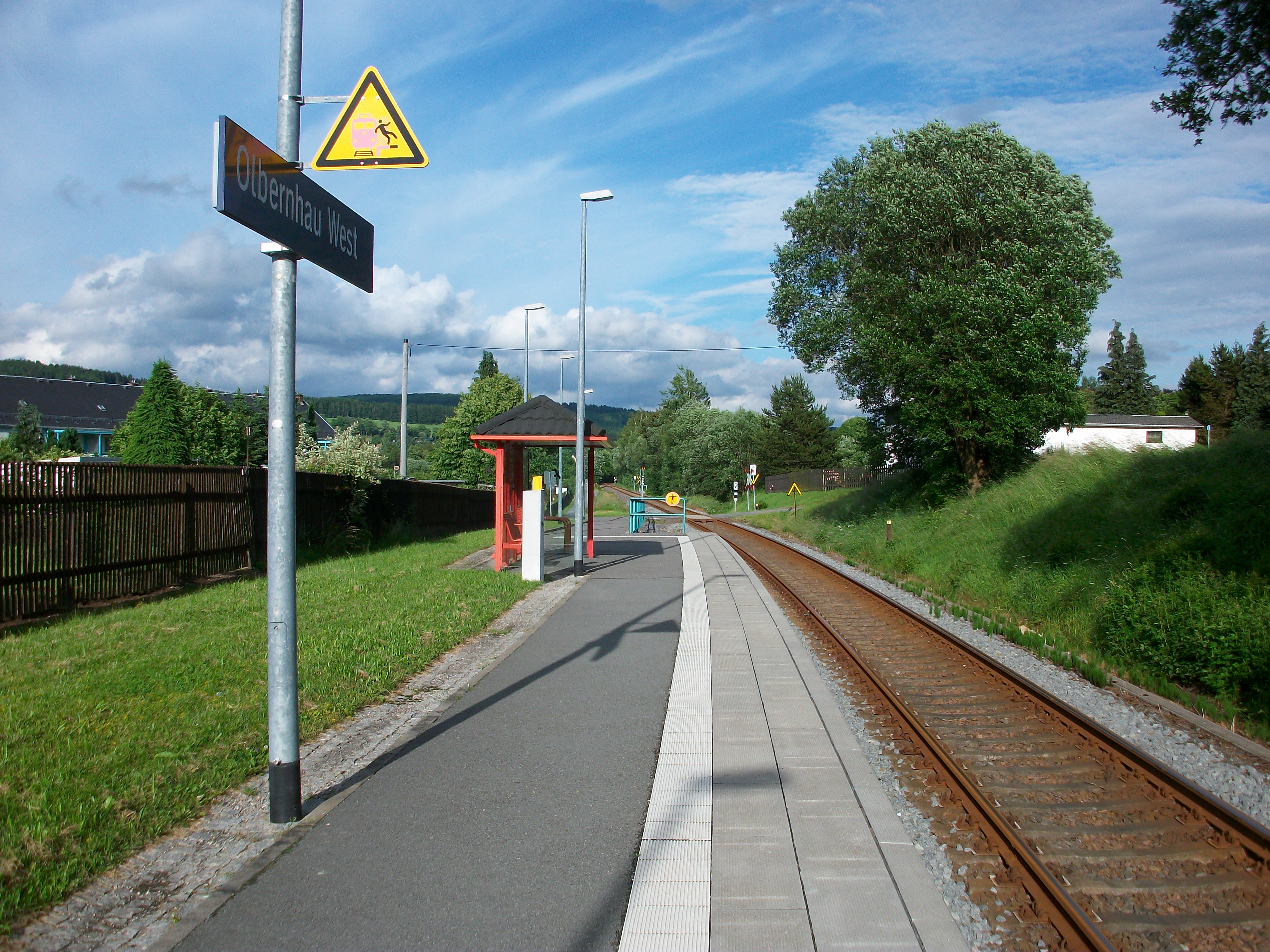
Haltepunkt Olbernhau West (2016)

Der Haltepunkt Olbernhau West ist seit dem 9. Dezember 2007 in Betrieb. Der über eine Rampe von der Straße „Neuer Weg“ barrierefrei erreichbare Bahnsteig hat eine Länge von 80 Metern.
Olbernhau ⊙

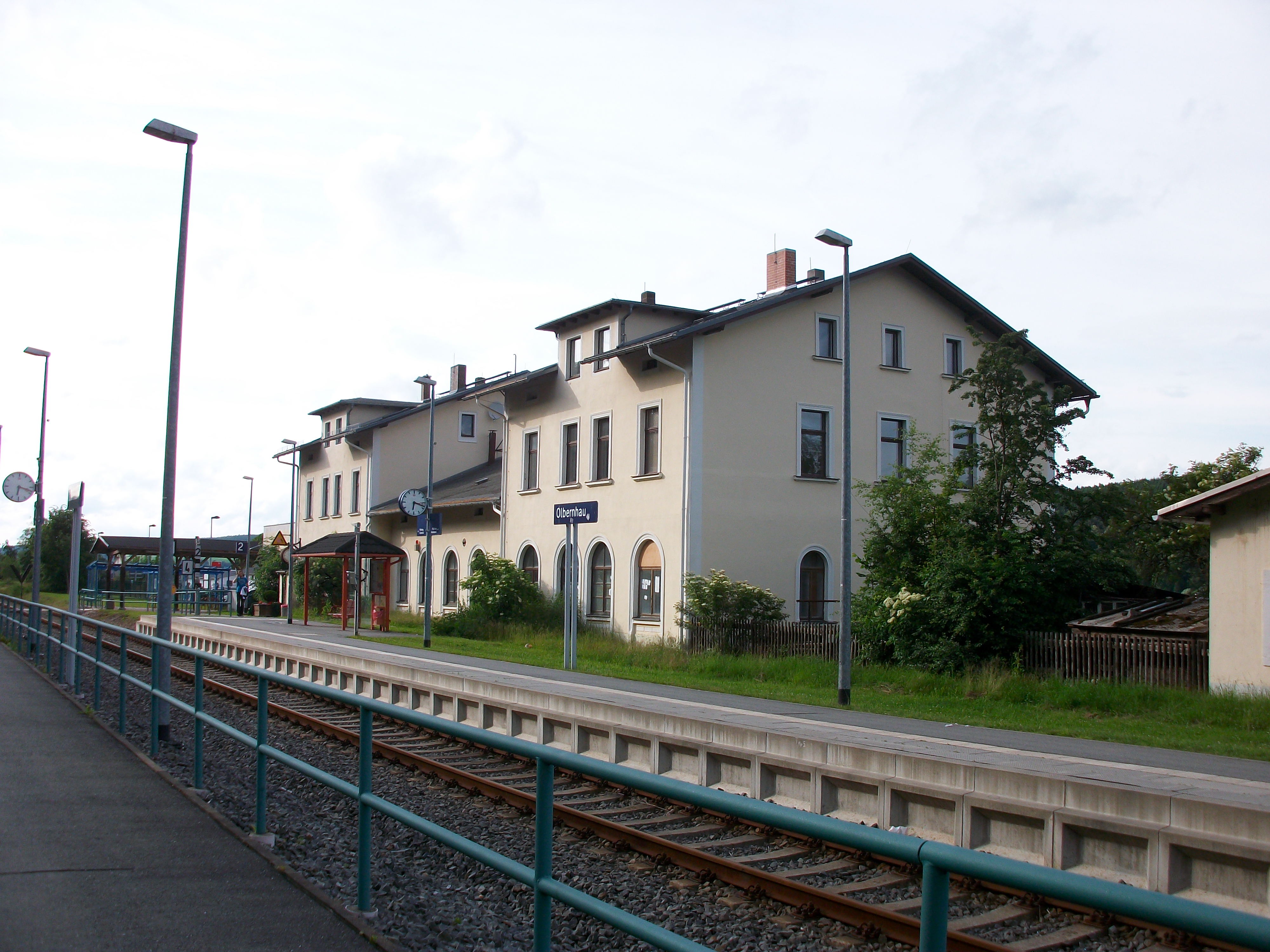
Bahnhof Olbernhau (2016)

Der Bahnhof Olbernhau war 1875 als Endbahnhof der Strecke eingerichtet worden. Zu diesem Zeitpunkt umfasste die Bahnhofsanlage zwei Haupt- und fünf Nebengleise mit 13 Weichen. Die Hochbauten bestanden aus einem Empfangsgebäude und einem zweiständigen Heizhaus mit 12-Meter-Drehscheibe.
Im Laufe der Jahre kam es immer wieder zu Erweiterungen des Bahnhofes. Mitte der 1920er Jahre war die Gleisanlage auf drei Haupt- und acht Nebengleise mit 19 einfachen und drei Doppelkreuzungsweichen angewachsen. 1940 bestanden zudem vier private Anschlussgleise, die im Bahnhofsbereich angebunden waren.
Eine schrittweise Reduzierung der Anlagen begann unmittelbar nach dem Zweiten Weltkrieg, als das Gleis 4 als Reparationsleistung abgebaut wurde. Der umfassendste Rückbau der Anlagen wurde jedoch im Rahmen der Streckensanierung durch die Erzgebirgsbahn im Jahr 2005 realisiert. Heute bestehen die Anlagen des Bahnhofes Olbernhau nur aus zwei Hauptgleisen mit Bahnsteigen und einem Abstellgleis. Verkehrliche Anlagen für den Güterverkehr bestehen nicht mehr. Das seit längerem ungenutzte, massive Heizhaus von 1875, das zuletzt der Unterstellung der Bahnhofslokomotive und der Bahnmeisterei diente, wurde 2007 abgerissen.
Olbernhau-Grünthal ⊙

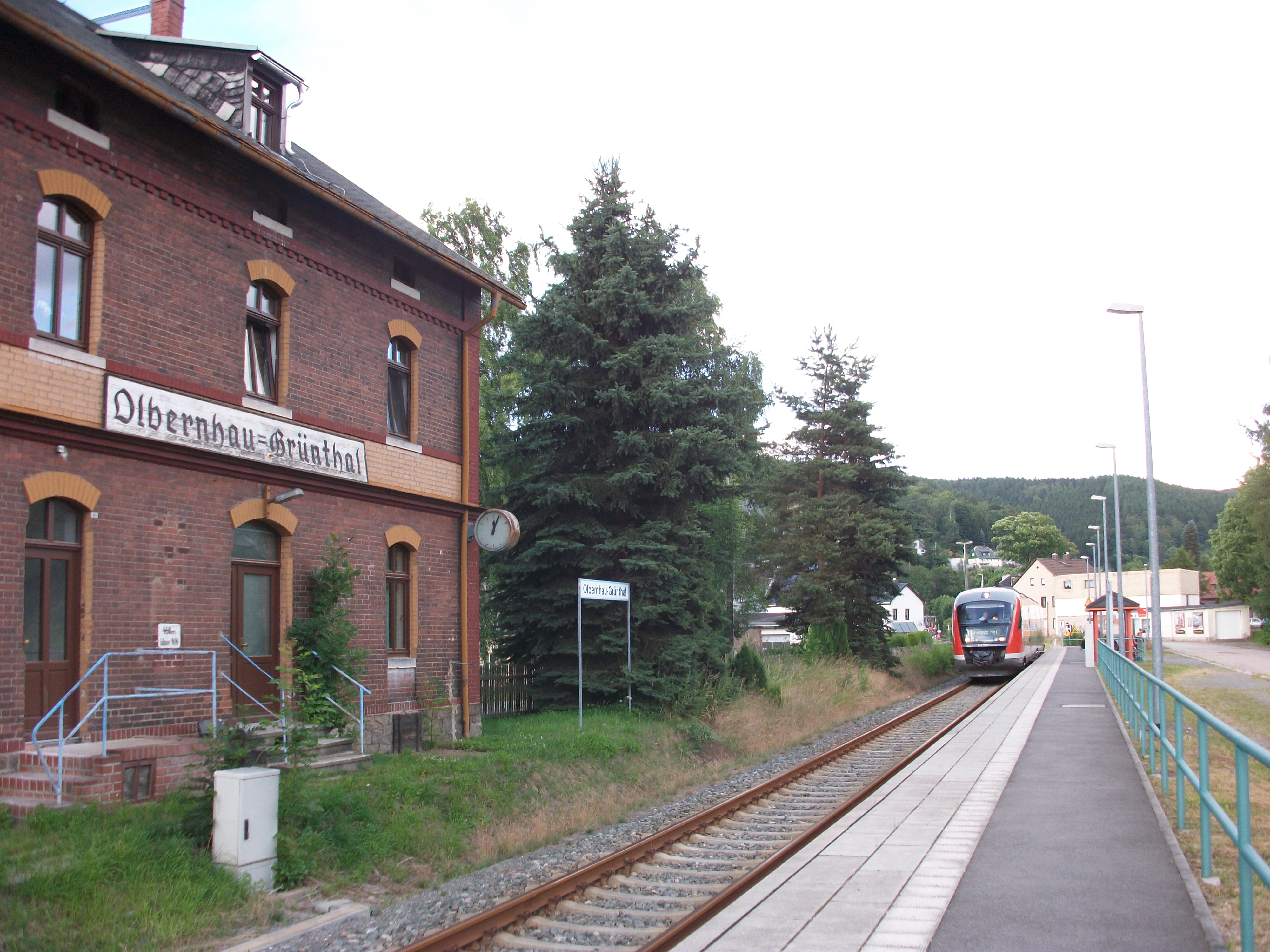
Bahnhof Olbernhau-Grünthal (2016)

Der Bahnhof Olbernhau-Grünthal wurde am 1. Oktober 1895 zunächst als Haltestelle Grünthal eröffnet und 1905 zum Bahnhof hochgestuft. Das Empfangsgebäude ist ein verklinkerter Typenbau, wie er zur gleichen Zeit auch auf anderen Bahnhöfen in Sachsen errichtet wurde.
In seiner größten Ausdehnung ab 1914 besaß der Bahnhof drei Haupt- und drei Nebengleise mit 14 einfachen Weichen und einer Doppelkreuzungsweiche. Eine erste Reduzierung der Anlagen gab es 1943, als eine Gleisverbindung mit zwei Weichen zugunsten kriegswichtiger Projekte demontiert wurden. Im Jahr 2005 baute die Erzgebirgsbahn bis auf das durchgehende Hauptgleis alle Nebengleise ab. Ein neuer Bahnsteig wurde in neuer Lage auf der vom Empfangsgebäude abgewandten Seite errichtet. Betrieblich ist Olbernhau-Grünthal seit 2007 wieder ein Bahnhof.
Namenshistorie:
- bis 1900: Grünthal
- bis 1928: Kupferhammer-Grünthal
- bis 1938: Kupferhammer Grünthal
- seit 1938: Olbernhau-Grünthal

Von 1927 und 1969 war Olbernhau-Grünthal Ausgangspunkt der Schweinitztalbahn nach Deutschneudorf.
Abzw Neuschönberg ⊙

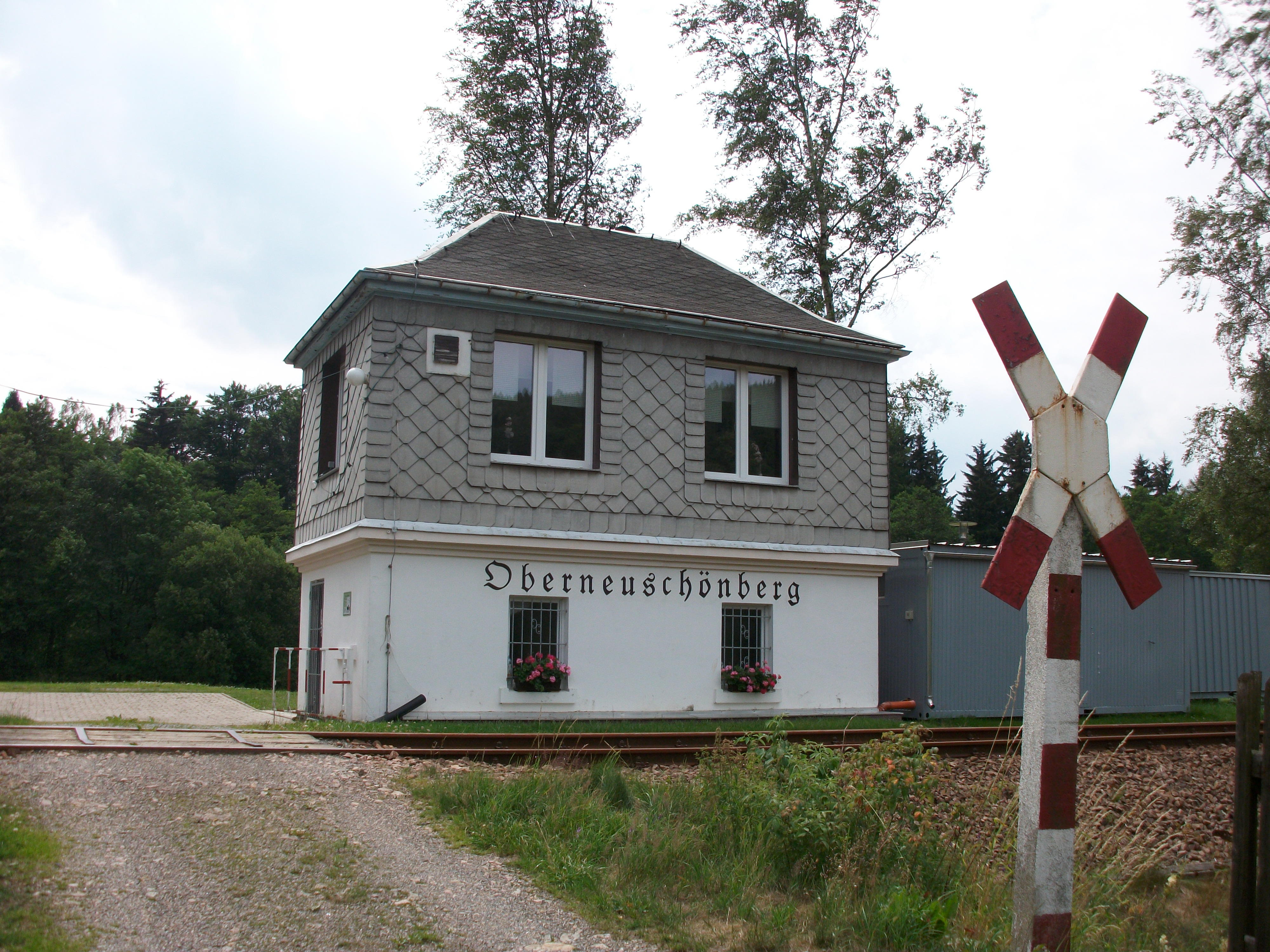
Abzw Neuschönberg (2017)

Am Abzweig Neuschönberg zweigte die Schweinitztalbahn nach Deutschneudorf von der Bahnstrecke Pockau-Lengefeld–Neuhausen ab. Das markante, massive Stellwerksgebäude wurde nur besetzt, wenn Zugfahrten in und aus Richtung Deutschneudorf dies erforderten. In der restlichen Zeit war die Betriebsstelle in der Relation Olbernhau–Neuhausen durchgeschaltet, das heißt, die Hauptsignale an dieser Strecke zeigten stets „Fahrt frei.“. Die Hochbauten der Betriebsstelle sind auch heute noch vorhanden und werden durch den Heimatverein Oberneuschönberg nachgenutzt.
Oberneuschönberg ⊙

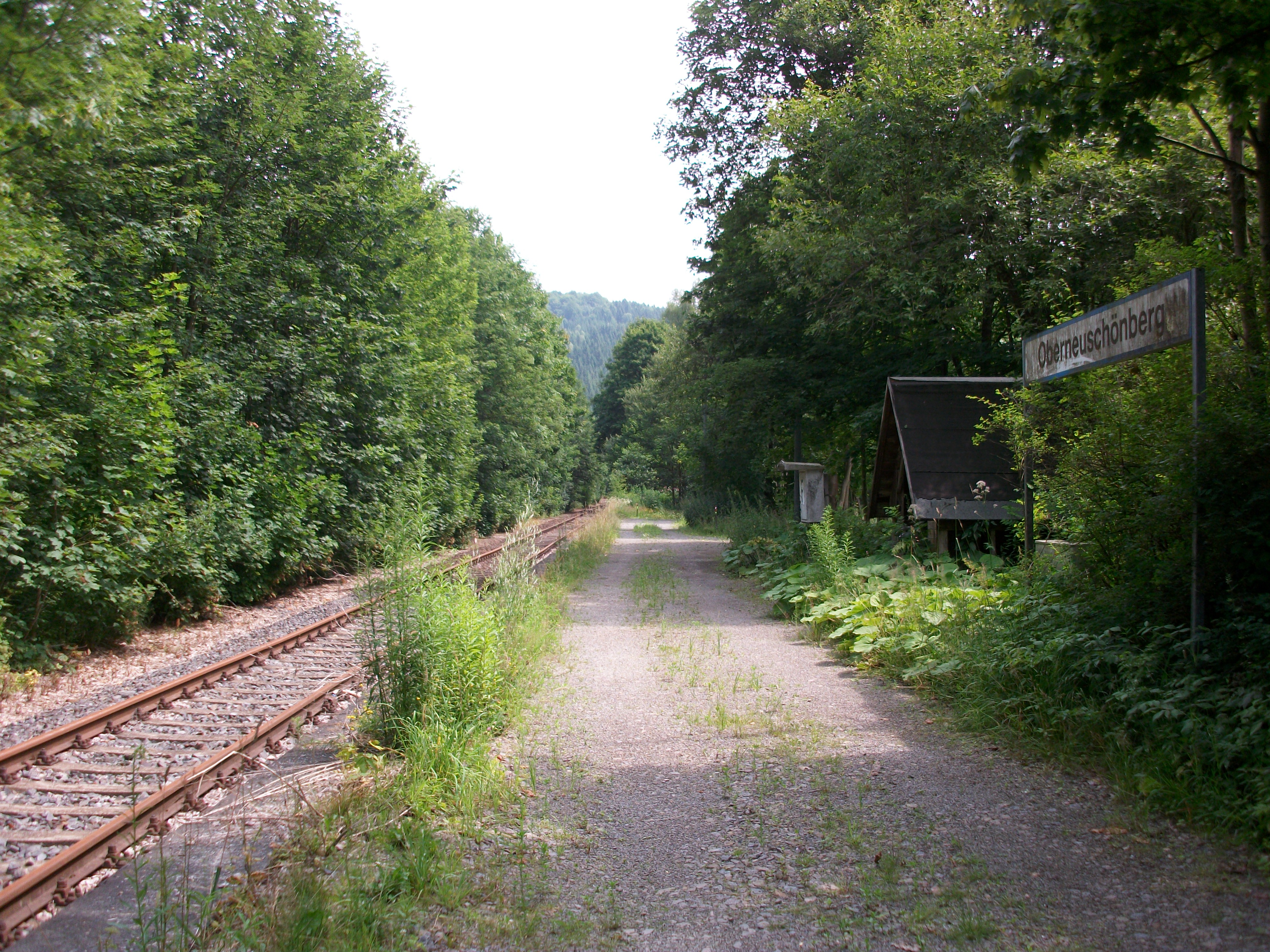
Haltepunkt Oberneuschönberg (2017)

Den heutigen Haltepunkt Oberneuschönberg hatte man ursprünglich als Zugangsstelle für die seinerzeit noch eisenbahnlosen Orte des Schweinitztales vorgesehen. Für den Güterverkehr besaß die Betriebsstelle ursprünglich ein beidseitig eingebundenes Ladegleis, dass schon 1940 teilweise abgebaut worden war. Genutzt wurde es vor allem von der Forstwirtschaft zur Verladung von Rohholz. Im März 1966 wurde die verbliebene Weiche und das Ladegleis ausgebaut und die vormalige Haltestelle zum Haltepunkt abgestuft.
Die Hochbauten bestanden ursprünglich aus Wartehalle und Freiabtritt. Der Anbau für den Gepäck- und Warteraum bestand aus einem alten Güterwagenkasten, der in das Gebäude mit integriert war. Nach dem Abriss der Gebäude Mitte der 1990er Jahre stellte man eine kleine Holzhütte als Fahrgastunterstand auf.
Namenshistorie:
- bis 1903: Schweinitzthal
- bis 1939: Schweinitztal
- seit 1939: Oberneuschönberg

Seit der Streckensperrung zwischen Olbernhau-Grünthal und Neuhausen im Jahr 2001 ist der Haltepunkt ohne regelmäßigen Personenverkehr.
Heidersdorf (Erzgeb) ⊙

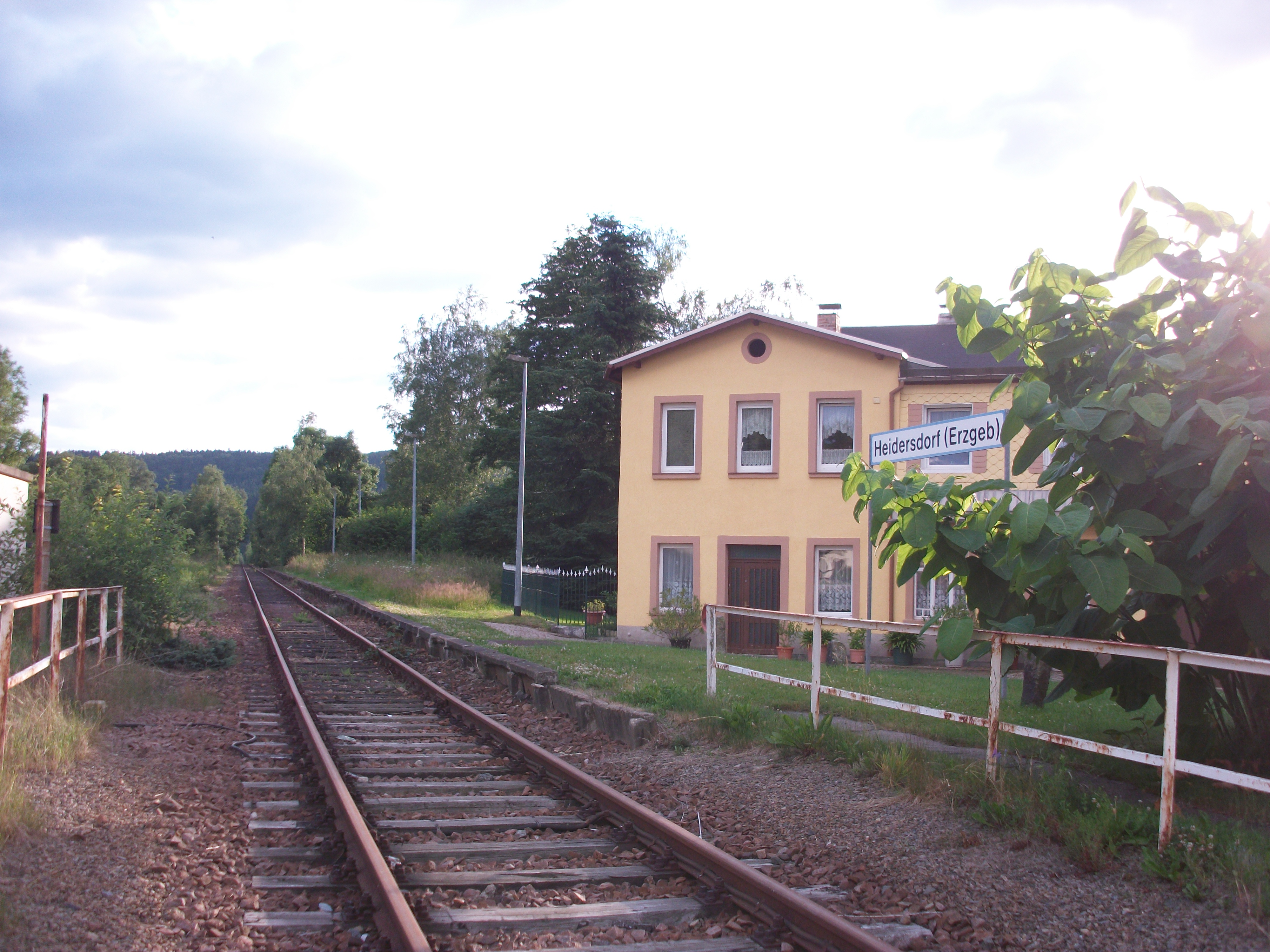
Haltepunkt Heidersdorf (2016)

Der Haltepunkt Heidersdorf (Erzgeb) wurde am 1. Oktober 1895 als Haltestelle Niederseiffenbach eröffnet. Wie Oberneuschönberg besaß die Betriebsstelle ein beidseitig eingebundenes Ladegleis. Dazu zweigte vom Streckengleis seit 1912 noch die Anschlussbahn des holzverarbeitenden Betriebes Gebr. Einhorn ab. Die Hochbauten bestanden ursprünglich aus dem Empfangsgebäude mit Dienst- und Warteraum, einem Güterschuppen und einem Freiabtritt. Den heutigen Namen Heidersdorf (Erzgeb) erhielt die Station am 15. Mai 1939.
Zwischen 1963 und 1966 entfernte die DR das Ladegleis. Die Anschlussbahn wurde noch bis nach 1990 bedient. Endgültig aufgelassen wurde sie mit Kündigung des Anschlussbahnvertrages am 31. Dezember 1993. Seitdem ist Heidersdorf (Erzgeb) nur noch ein Haltepunkt.
Seit der Streckensperrung zwischen Olbernhau-Grünthal und Neuhausen im Jahr 2001 ist der Haltepunkt ohne regelmäßigen Personenverkehr. Die ungenutzte Wartehalle wurde um 2005 ersatzlos abgerissen.
Seiffen (Erzgeb) ⊙

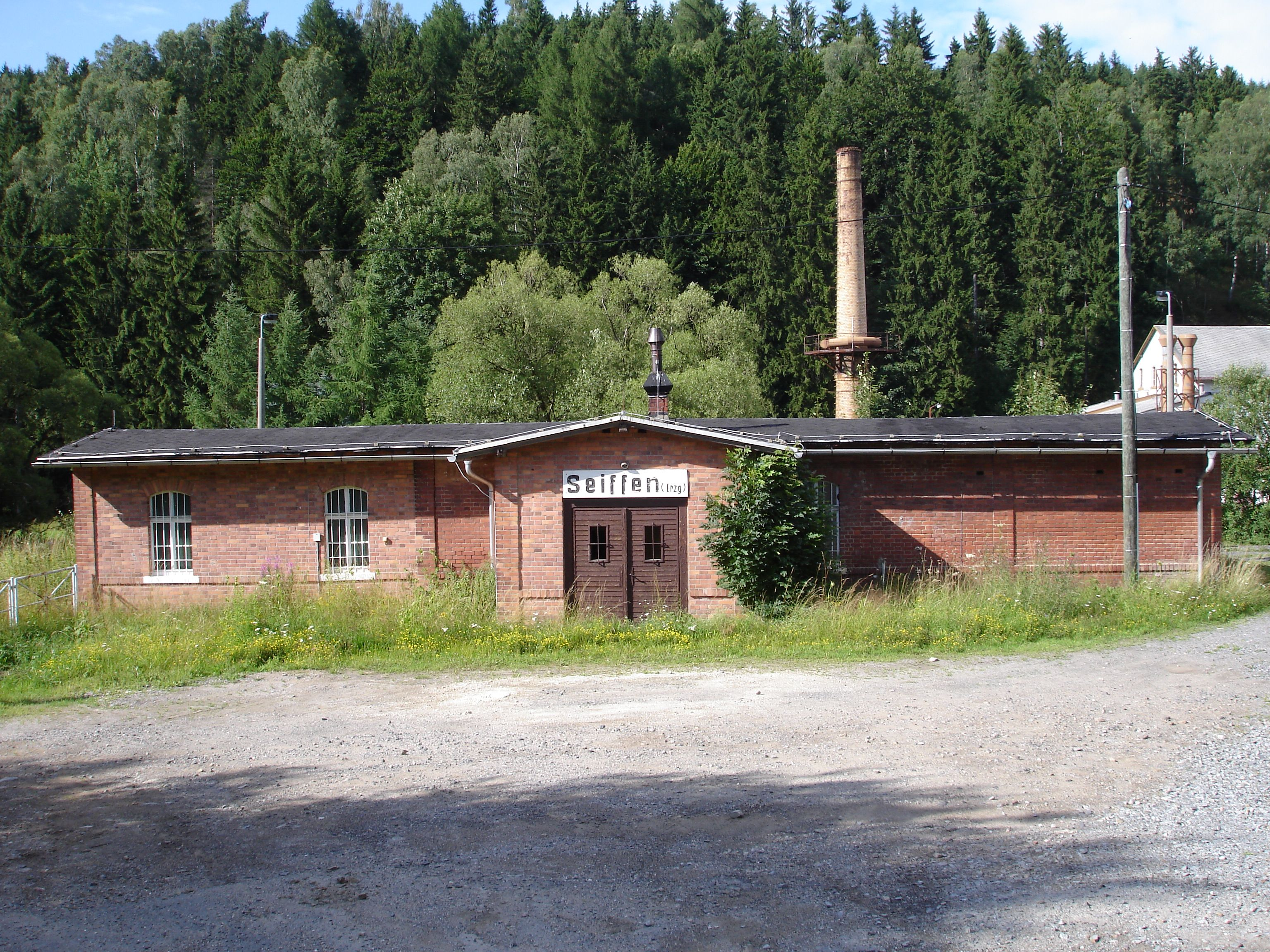
Haltepunkt Seiffen (2008)

Der Haltepunkt Seiffen (Erzgeb) wurde am 1. Oktober 1895 auf Dittersbacher Flur als Haltestelle Seiffen-Dittersbach eröffnet, seit 1951 trägt er den heutigen Namen nach dem abseits gelegenen, aber überregional bekannten Kurort Seiffen/Erzgeb. Auch in Seiffen bestand ursprünglich ein beidseitig eingebundenes Ladegleis, dass vor allem von der Forstwirtschaft genutzt wurde. Im Gegensatz zu den anderen Zwischenstationen besitzt die Betriebsstelle ein massives, heute ungenutztes Empfangsgebäude.
Seit der Streckensperrung zwischen Olbernhau-Grünthal und Neuhausen im Jahr 2001 ist der Haltepunkt ohne regelmäßigen Personenverkehr.
Neuhausen (Erzgeb) ⊙

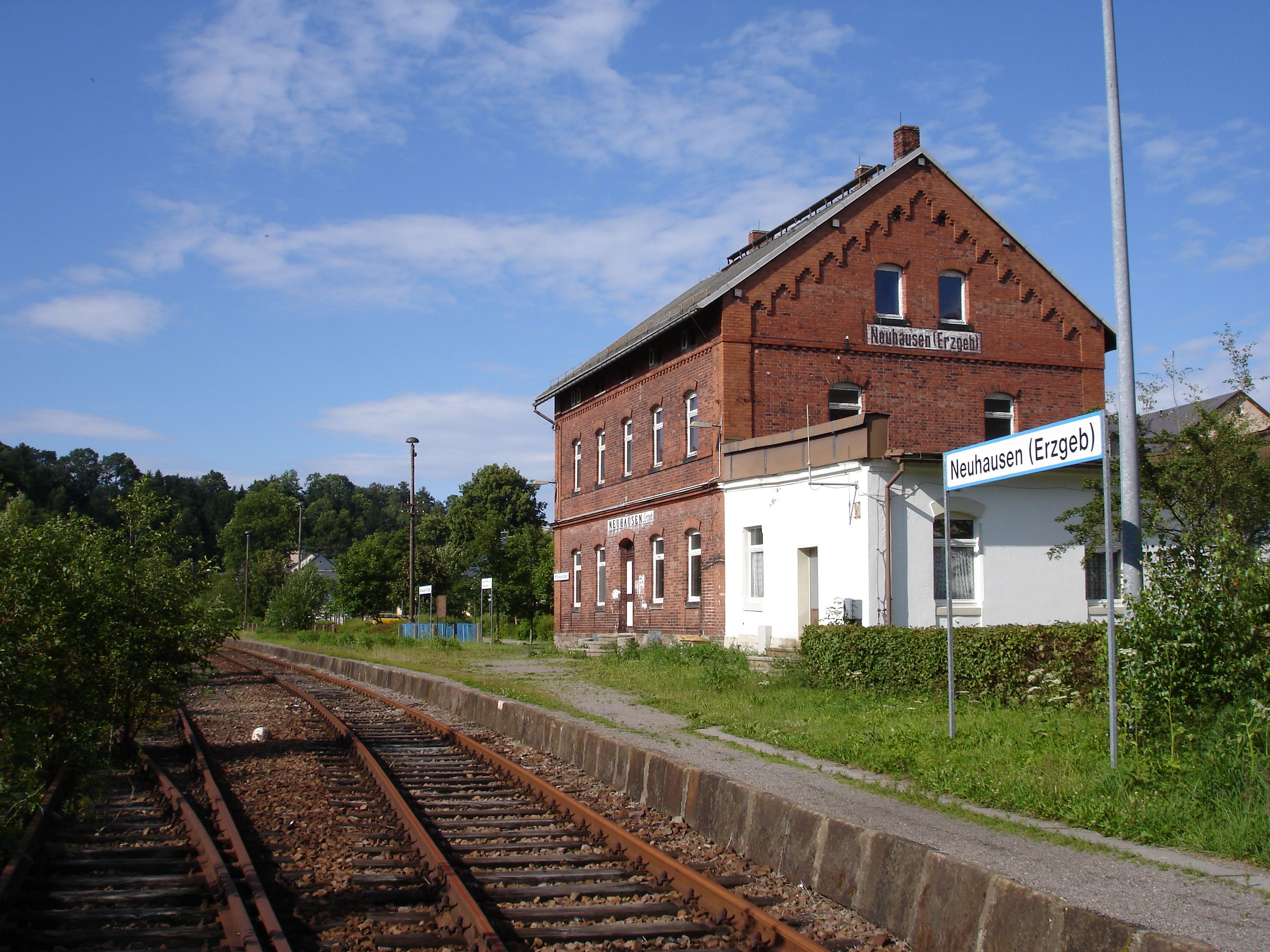
Bahnhof Neuhausen (Erzgeb) (2008)

Der Bahnhof Neuhausen (Erzgeb) ist Endbahnhof der Strecke und besaß zur Eröffnung am 1. Oktober 1895 zwei Haupt- und fünf Nebengleise. Das verklinkerte Empfangsgebäude ist ein Typenbau, wie er seinerzeit auch bei anderen sächsischen Bahnen zur Ausführung kam. Ab 1898 hatte die Bahnhofsanlage ihre größte Ausdehnung erreicht, die nun acht Gleise mit elf einfachen und zwei Doppelkreuzungsweichen umfasste. Neben dem Empfangsgebäude umfassten die Hochbauten noch einen Güterschuppen und ein zweiständiges Heizhaus.
Im Bahnhofsbereich lag die Anschlussbahn der Firma Stuhl- und Möbelfabrik Carl Helbig, die mutmaßlich seit dem Bau der Strecke bestand. Zuletzt firmierte der Betrieb als VEB Vereinigte Sitzmöbelindustrie Neuhausen. Am 31. Dezember 1993 wurde der Anschlussbahnvertrag gekündigt und die Gleise 1994 abgebaut. Bedeutsamer war die Anschlussbahn für die Baustelle der Talsperre Rauschenbach, die von 1961 bis 1965 bestand. Dazu war das durchgehende Hauptgleis 1 über die Flöha verlängert worden, wo eine zweigleisige Entladestelle für die Baustoffe aufgebaut war.
Mit der Einstellung des Gesamtverkehrs auf der Schmalspurbahn Mulda–Sayda im Jahr 1966 verlagerte man einen Großteil des dortigen Wagenladungsaufkommens zum Bahnhof Neuhausen.
Namenshistorie:
- bis 1911: Neuhausen i Sachsen
- bis 1933: Neuhausen (Sa)
- bis 1938: Neuhausen (Sachs)
- seit 1938:  Neuhausen (Erzgeb)

Seit der Streckensperrung zwischen Olbernhau-Grünthal und Neuhausen im Jahr 2001 ist der Bahnhof ohne regelmäßigen Verkehr.

## Fahrzeugeinsatz

Chemnitz-Komotau Nr. 14

Die Chemnitz-Komotauer Eisenbahn beschaffte für ihre Zweigbahn zwei Tenderlokomotiven, die später von der Staatsbahn in die Gattung VII T eingeordnet wurden. Bei der Chemnitz-Komotauer Eisenbahn besaßen sie die Nummern 9 und 14.
Seit den 70er Jahren bis 1994 wurden Reisezüge meist aus vierachsigen Rekowagen und Diesellokomotiven der DR-Baureihen 110 und 112 gebildet. Von 1994 bis Mai 1998 wurden teilweise Triebwagen der DB-Baureihe 772 und ab Fahrplanwechsel im Mai 1998 ausschließlich Wendezüge aus Halberstädter Mitteleinstiegswagen und der DB-Baureihe 219 eingesetzt.
Die Erzgebirgsbahn fuhr zunächst mit den Triebwagen der DB-Baureihe 628. Heute werden ausschließlich Triebwagen der DB-Baureihe 642 Desiro Classic verwendet.